# 별일 없이 산다
《별일 없이 산다》는 대한민국의 밴드 장기하와 얼굴들의 첫 정규앨범이다. 소속사 붕가붕가레코드의 수공업소형음반 시리즈에 속하는 전작 《싸구려 커피》와 달리 공장제대형음반 시리즈에 속한다. 리더 장기하가 제작·작사·작곡·편곡, 그 외 멤버들이 연주, 나잠 수가 녹음, 김기조가 디자인을 각각 담당하였다. 곡의 대부분은 장기하가 군대 시절에 작곡한 것이며, 녹음은 싱글 《싸구려 커피》 발표 뒤 공연을 하면서 드문드문 이루어졌다.
《별일 없이 산다》는 2009년 2월 16일 예약 판매를 시작하여 2월 27일 발매되었고, 통산 50,000장의 판매고를 기록하며 인디음반의 기대치를 뛰어넘는 상업적 성공을 보였다. 그러는 한편 음반은 평론가로부터 엇갈린 평가를 얻었으며, 수록곡 〈나를 받아주오〉는 유해약물 사용을 조장한다며 청소년보호위원회로부터 청소년유해매체물 판정을 받았다. 장기하와 얼굴들은 음반 발매와 동시에 서울 홍대 상상마당에서 음반 발매 기념 공연 별일 없이 산다를 열었다.

## 배경
2008년 3월 인디 밴드 눈뜨고 코베인에서 6년 동안 활동한 장기하가 결성한 장기하와 얼굴들은 2008년 5월 10일 홈레코딩을 하고 사무실에서 직접 CD를 굽고 포장하는 방식을 거쳐 제작하는 수공업 소형음반 방식의 싱글 《싸구려 커피》를 발표하며 데뷔, 1만 장 이상을 판매해 화제를 모았다. 말하듯 노래하는 장기하의 창법, 흥겨운 복고 사운드, 생활 밀착형 가사, 코믹한 안무가 빚어낸 독특한 음악색깔 덕에 공연 영상은 인터넷에서 퍼져나갔고, 이들은 몇 차례 지상파 방송에도 출연했다.
장기하는 2008년 12월 31일자 《한겨레》 기사에서 "2월 말에 장기하와 얼굴들 정규 음반이 나온다."고 언급했다. 소속사 붕가붕가레코드 관계자는 2009년 2월 3일에 "장기하와 얼굴들의 정규 1집이 오는 27일 발매될 예정"이라며 "발매일에 맞춰 발매 기념공연도 함께 연다"고 발매 일자를 확정지었다. 장기하는 예스24 인터뷰에서 "상상마당에서 2월 27일 공연 겸 쇼케이스가 잡혀 있어서 자연스럽게 1집 마감 시한이 결정되었다."고 밝혔다. 첫 정규 음반인 만큼 《별일 없이 산다》는 가내수공업을 통한 소량 생산방식을 택하지 않고 공장에서 찍어냈다.

## 제작

### 작곡
수록곡들은 《싸구려 커피》가 만들어지기 전에 이미 7할 정도 만들어져 있었으며 2008년 5월에는 열 곡이 완성되어 있었다. 장기하와 얼굴들의 소속사 붕가붕가레코드는 이 중 세 곡을 추려내 수공업소형음반으로 선보인 후, 10월에 정규 음반을 공장에서 찍어낼 예정이었으나 대중의 큰 관심으로 스케줄이 많아져 해를 넘기게 되었다고 밝혔다. 제작 시기에 대해서 장기하는 이렇게 말한다.
"순서를 정리해보는 건 제가 한 번도 해본 적이 없어서, 재미없지 않은데요. 제일 처음 만든 건 〈달이 차오른다, 가자〉 아니면 〈느리게 걷자〉 둘 중 하나인 것 같고요. 〈싸구려 커피〉와 〈삼거리에서 만난 사람〉이 그 다음 비슷한 시기에 만든 것 같아요. 이렇게 네 개가 군대에서 만든 거고, 〈오늘도 무사히〉도 멜로디는 군대에서 만들었어요. 제대하고 나서 〈나와〉와 〈별일 없이 산다〉를 비슷한 시기에 만들었고, 그 다음에 〈나를 받아주오〉를 만들었어요. 나머지는 그 다음이죠. 〈아무 것도 없잖어〉는 싱글 내기 전부터 있었고, 〈말하러 가는 길〉이랑 〈그 남자 왜〉는 싱글 만들고 나서 만든 거예요. 그 외는 거의 다 만들어져 있었던 것 같아요."

군대에 있을 때 작곡을 어떻게 했냐는 질문에 장기하는 "저는 악보를 그리면서 작곡을 안 해요. 군대 있을 때는 작곡의 수단이 통기타 하나뿐이었기 때문에 만들면서 동시에 외웠어요. 그 다음 부분이 만들어지기 전까지 그 이전 부분을 계속해서 반복해서 해보기 때문에, 안 외워질 수가 없었어요. 멜로디는 다 머릿속에 있고 가사 정도만 일기장에다 적어놓는 식으로 했지요."라고 답했다. 가사를 언제 붙이냐는 질문에는 "그때그때 달라요. 가사가 먼저 나올 때도 있고, 멜로디가 먼저 나올 때도 있고. 혹은 그냥 같이 나올 때도 있고. ... 〈달이 차오른다, 가자〉는 가사와 멜로디가 같이 나왔고, 〈아무 것도 없잖어〉는 리프가 먼저 나왔어요. 아무 주제 없이 그냥 리프가 나오고, 후렴 부분에서 "다-다-단-" 같은 게 있었으면 좋겠는데 뭐가 어울릴까 하다가 "없-잖-어-"이렇게 하면 어울릴 것 같았아요. 이렇게 리프에 맞추고 그 다음 주제와 내용이 나왔죠. "없잖어"라는 세 글자부터 나오고 그 다음이 나오는 식이었죠."라고 했다. 대부분의 곡은 장기하 자신이 부르기 편하게, 그리고 그의 호흡에 맞춰 제작되었다.

### 녹음
장기하의 말에 따르면, 대부분의 녹음 작업은 서울특별시 쑥고개에 위치한 술탄 오브 더 디스코 멤버 나잠 수의 방에서 진행되었고 예외적으로 톤 스튜디오에서 드럼 소스와 일부 보컬 소스로 몇 곡을 작업했다고 한다. 드문드문, 그리고 장기하의 표현대로 후반부에서 "빡세게" 이뤄진 녹음은 대략 반년 정도의 시간이 걸렸다. 홈 레코딩을 하는 이유를 장기하는 "특별히 방의 어떤 특성 때문은 아니"며 "아무래도 누군가와 있거나 사람이 많으면 신경 쓰여서."라고 말했다. 아울러 프로듀서로 협업한 나잠 수에 대해서는 "... 말이 굉장히 잘 통했다. 내가 이런 점이 바뀌었으면 좋겠다고 하면 그걸 금방 캐치한다. 나는 프로그램이나 이런 걸 조작하는 걸 모르니까 추상적으로 '무언가 비어있는 느낌이다'라는 식으로 말을 하면 나잠수는 그게 이론적으로 어떤 부분을 건드려야 하는지 찾아서 수정했다. 피드백이 굉장히 빨랐다."고 했다.
장기하는 곡의 제작 과정을 이렇게 설명한다. "홈 레코딩을 하는 데 필요한 최소한의 지식을 가지고 녹음을 하면서 음악을 만든다. ... 곡을 조금씩 조금씩 고쳐서 완성되면 그것을 수없이 듣는다. 듣다가 자기도 하고, MP3P에 담아서 다니면서도 계속 듣는다. ... 그 과정을 거친 후 내부용 데모로 만든다. 데모 테이프를 만들어서 사운드 전문가인 친구 집에 가서 들려주고, 녹음을 한다." 싱글 《싸구려 커피》에 수록되었던 〈싸구려 커피〉, 〈느리게 걷자〉, 〈정말 없었는지〉 3곡은 모두 새로 녹음되었다. 〈달이 차오른다, 가자〉의 녹음에서 원했던 사운드가 쉽게 나왔냐는 질문에는 "생각보단 금방 나왔다."며 "1차 가믹싱이 나온 걸 들었을 땐 '시간이 많이 걸리겠구나'하는 생각이 들었"다고 했다. 〈아무 것도 없잖어〉는 장기하가 토마토 스튜디오에서 성악 4부 멤버들을 불러 녹음을 하고, 녹음한 것을 다시 여러 번 녹음을 해서 덧입혔다. 〈나를 받아주오〉의 녹음은 느낌을 내기 위해 세 차례 정도 이루어졌다. 장기하는 "〈그 남자 왜〉에선 민기가 리듬기타를 녹음하는데 펑키한 느낌을 살리느라 좀 오래 걸린 게 있었"지만 자신의 스타일대로 하면 되는 〈나와〉, 〈별일 없이 산다〉는 정말 쉽게 했다고 말했다.

### 음악
《연합뉴스》 이은정 기자에 따르면, 전체적으로 수록곡들은 데뷔 싱글의 색깔이 확장된 것들이다. 붕가붕가레코드는 "장기하 특유의 말하듯 노래하는 방식, 감성적인 옛날 가요 느낌에 박자감 넘치는 펑크, 직선적인 로큰롤 등이 다양하게 시도돼 '퍼포먼스 위주의 코믹 밴드'라는 비판을 깰 것"이라고 말했다. 장기하는 "노래가 중심이 되는 포크록 음반"이라고 설명했다. 하지만, 그는 이후 인터뷰에서 "딱히 통기타란 악기에 굉장한 애착이 있다거나 포크라는 장르 자체에 애착이 있는 건 아니었어요. 처음에 저 혼자 음반을 다 만들 생각으로 방에서 연주하기 수운 게 통기타였던 거였죠. 우리의 장르가 포크 록이라고 말하고 다닌 것도, 만들다 보니까 그리고 종합을 하다 보니까 그렇게 [포크 록이] 되었던 거죠."라고도 말하였다.
《보다》에서는 "장기하와 얼굴들의 1집에서 도드라지는 지점은 먼저 복고적인 스타일이다. 이미 많은 평자들이 이야기 하고 있듯 그의 음악에서 신중현과 산울림, 송골매, 송창식의 스타일을 발견하는 것은 그리 어려운 일이 아니다. 특히 음반의 초반부를 장식하는 〈오늘도 무사히〉, 〈삼거리에서 만난 사람〉, 〈말하러 가는 길〉, 〈나를 받아주오〉 같은 곡들은 앞서 거명했던 뮤지션들의 스타일들을 진하게 내뿜으며 장기하가 좋아하고 또한 계승하고자 하는 스타일이 어떤 것인지를 명확하게 보여준다."고 분석했다. 대중음악 평론가 최규성은 "포크, 록, 블루스. 레게 등 다양한 7080시절의 다양한 장르의 음악이 혼재되어 있다."고 분석했다.

### 표지
장기하 자신은 음반사 친구가 해준 표지라서 그 의미를 잘 모른다고 했다. 표지를 디자인한 붕가붕가레코드의 디자이너 김기조는 장기하가 '외로움'이라는 정서를 표현해 줬으면 좋겠다 했으나, 이전에 자신이 자료 조사를 위해 헬기를 타고 찍은 사진이 마음에 들어 '언젠가는 개인적인 작업에 써야지'라는 욕심이 있었고, 이 때문에 음반에 그 사진을 사용했다고 말했다. 아울러 〈달이 차오른다, 가자〉를 듣고서 달에서 달동네를 바라보는 듯한 이미지를 주고 싶었다고도 했다. 표지에 보이는 노란 꽃은 장기하와 얼굴들의 음반사 위치에 놓여져 있다.

### 제목
음반의 제목의 유래가 무엇인지 묻는 질문에, 장기하는 "듣는 사람이 느끼는 모든 게 정답이다."라며 공개하지 않았다. 한편 붕가붕가레코드는 "마지막 수록곡에서 따온 음반 제목 '별일 없이 산다'는 살다 보면 이런저런 일이 있지만 어쨌든 우리는 이렇게 노래하며 즐겁게 별일 없이 산다는 '장기하와 얼굴들'의 삶의 태도를 대변하고 있다"고 설명했다. 장기하가 설명하는 〈별일 없이 산다〉는 이러하다. "어머니 말씀에서 아이디어를 얻은 곡"이라면서 "우리가 살면서 서로에게 안부를 묻잖아요. 진짜 가까운 사이가 아니면 보통 "별거 없어"라고 대답하는데 그러면 상대방이 별로 좋아하지 않는 것 같아요. 어머니가 말씀하시길, 사람 심리가 "이번에 우리 애가 수능을 못 봐서…" 뭐 이런 걱정거리가 나와야 안심도 하고 나만 안 풀리는 게 아니구나 생각하게 된대요. 하지만 그건 곡을 만들 때 배경이었고 부르면서는 공연마다 의미가 달라졌어요. 무대에 따라 '별일'은 부정적인 일이 되기도 긍정적인 일이 되기도 했어요."

## 발표 및 홍보

음반 발매 기념 공연 포스터

《별일 없이 산다》는 2009년 2월 16일부터 YES24를 통해 예약 판매를 시작했다. 19일에는 해당 사이트의 종합 음반 차트에서 2위를 차지했다. 음반은 2월 27일에 발매되었고, 동시에 초도물량 8000장이 매진되어 1만 장의 추가 제작에 들어갔다. 2009년 2월 23일부터 3월 1일까지 집계된 한터 주간차트에서는 3위에 올랐고, 3월 3일에는 한터 일간차트에서 1위를 기록했다. 한터정보시스템 구자각 대표는 "인디밴드가 발매와 동시에 판매량 1위를 차지한 것은 이번이 처음"이라고 밝혔다. 3월 한 달 간 1만 2433장 팔리며 여러 인기 가수들을 제치고 3월 한터 차트 음반 판매 순위 6위에 올랐다. 음반은 통산 판매량 5만 장을 기록했다.
2009년 2월 27일, 음반 발매와 동시에 서울 홍대 상상마당에서 음반 발매 기념 공연 별일 없이 산다를 열었다. 3월 11일 저녁 7시에는 성미산마을극장에서 YES24를 통해 신청받은 150명의 팬들을 초청해 무료로 팬미팅 및 팬사인회를 열었다. 팬들과의 질의 응답과 즉석 라이브, 사인회 순으로 진행되었다. 3월 16일 EBS 《스페이스 공감》을 통해 정규 1집 수록곡들이 방송에서 최초로 공개되었다. 12월 24일 ∼ 29일 서울 남산예술센터에서 열린 1집 마무리 콘서트는 6일간 전석 매진을 기록했다. 이 공연을 끝으로 장기하는 2집 준비에 들어갔다.
2010년 8월 24일, 붕가붕가레코드 측은 "장기하가 오는 10월에 지난해 발표한 1집 정규 음반 수록곡 〈별일 없이 산다〉와 〈싸구려 커피〉로 일본에서 활동한다"며 "10월 음반 발매 후 11월부터 현지 공연 활동을 펼치겠다는 계획"이라고 말했다. 음반의 제목은 《何事もなく暮らす》으로 바뀌었고 P-Vine 레코드 레이블을 달고 일본에서 2010년 11월 17일 발표되었다. 2011년 7월 26일, 음반 제작사 리듬온을 통해 LP 음반으로 제작되어 600장 한정 발매되었다.

## 반응 및 평가
| 전문가 평가             | 전문가 평가 |
| 평가 점수               | 평가 점수   |
| 출처                    | 점수        |
| ----------------------- | ----------- |
| 보다                    | [ 17 ]      |
| 이즘                    | [ 41 ]      |
| 네이버 뮤직 전문가 평점 | [ 42 ]      |

《별일 없이 산다》는 평단에서 엇갈린 평가를 얻었다. 《별일 없이 산다》는 네이버 뮤직의 2009년 3월 3주 이 주의 국내 앨범 선정에 올랐으며, 오늘의 뮤직 네티즌 선정위원 양성지는 "비루한 일상에 대한 '장기하와 얼굴들'의 재치 넘치는 해학이 가득 담긴 앨범이다."라 호평했다. 한국대중음악상 선정위원 이호영은 "과거의 인기 프로그램을 재연했을 때, 원작보다 못한 경우가 태반"이나 "장기하와 얼굴들은 과거의 재미있었던 몇 가지 프로그램들을 엮어 원작들보다 재미있는 시나리오를 만들었다. 이 과정에서 그들은 탁월한 감각으로 '각색의 묘미'를 보여주었다"며 호평했다. 같은 한국대중음악상 선정위원 차우진은 "몇 곡은 습작같고 몇 곡은 가능성만 보인다. '꾸준하게, 열심히'. 휩쓸리지 않는 건 기본이고."라며 엇갈린 평가를 내렸다.
대중문화 평론가 최규성은 "처음보다는 반복해 들을수록 노래마다 묘한 중독성을 발휘하며 감칠맛을 더하는 특이한 음반"이라고 평가했다. 대중음악 웹진 《보다》는 리뷰에서 10점 만점에 7점을 주었으며, "그들은 속칭 소몰이 창법의 감정 과잉, 그 천편일률이나 손쉽게 이해할 수 없는 예술성을 모두 피하고 누구나 쉽게 흥얼거렸던 가요의 대중적 즐거움을 재현하는데 성공"했다며 호평했으나 "장기하와 얼굴들 1집의 매력적인 복고는 초반부의 몇 곡으로 그친다. 게다가 앞서 언급했던 곡들 역시 장기하와 얼굴들의 고유한 질감이라기보다는 이미 선배 뮤지션들이 창조한 사운드의 흔적을 강하게 풍김으로써 완벽한 오리지널리티를 획득하지는 못한다."고 지적했다.
《이즘》의 임진모는 "신보를 통해 접하는 어떤 곡도 〈싸구려 커피〉 이상의 귀에 감기는 매력을 발견하기 어렵"고 "〈달이 차오른다, 가자〉나 〈나를 받아주오〉 등의 편곡에서 보이는 수준급 센스나 곡 구성 그리고 신(新)빈곤층의 쓰디쓴 경제현실을 반영한 노랫말은 인상적이지만 앨범의 견인력은 독특함, 거기서 그치고 만다. 만담과 유머에 상당 부분 매몰되어 있다."며 혹평, 5점 만점에 2점을 줬다. 같은 웹진의 비평가 김학선 또한 "성공이나 실패라고 딱 잘라 말하기엔 어중간한 앨범"이며 "〈아무 것도 없잖아〉에선 송골매의 배철수를, 〈나를 받아주오〉에선 송창식을 소환해내며 장기하라는 브랜드를 더욱 굳건히 했지만 어떤 트랙들은 옛 음악의 정취를 살리지도, 그렇다고 자신의 색깔을 드러내지도 못하며 모호해졌다."고 혹평했다.
수록곡 〈나를 받아주오〉는 유해약물 사용을 조장한다며 청소년보호위원회로부터 청소년유해매체물 판정을 받았다. 장기하는 이 판정에 대해 "안타깝다기보단 절망적이다. 그럼 최백호 선생님의 〈낭만에 대하여〉도 유해한 건가? 도라지 위스키가 나온다고 해서?"라며 비판했다. 2010년, 소리바다가 선정한 2000년대 국내 명반 100선에서 100위를 차지했다.

## 수록곡
- 장기하가 모든 곡의 작사/작곡/편곡을 담당했다.

| #            | 제목                         | 재생 시간 |
| ------------ | ---------------------------- | --------- |
| 1.           | 〈〈나와〉〉                 | 3:20      |
| 2.           | 〈〈아무것도 없잖어〉〉      | 3:09      |
| 3.           | 〈〈오늘도 무사히〉〉        | 3:23      |
| 4.           | 〈〈정말 없었는지〉〉        | 4:16      |
| 5.           | 〈〈삼거리에서 만난 사람〉〉 | 3:52      |
| 6.           | 〈〈말하러 가는 길〉〉       | 3:47      |
| 7.           | 〈〈나를 받아주오〉〉        | 4:05      |
| 8.           | 〈〈그 남자 왜〉〉           | 3:45      |
| 9.           | 〈〈멱살 한번 잡히십시다〉〉 | 3:34      |
| 10.          | 〈〈싸구려 커피〉〉          | 4:15      |
| 11.          | 〈〈달이 차오른다, 가자〉〉  | 4:27      |
| 12.          | 〈〈느리게 걷자〉〉          | 3:32      |
| 13.          | 〈〈별일 없이 산다〉〉       | 3:31      |
| 총 재생 시간 | 총 재생 시간                 | 48:50     |

## 참여 인원
다음은 음반의 라이너 노츠에서 발췌한 것이다.
| 만든 사람들 - 총괄제작... 곰사장 - 제작... 장기하 - 공동제작... 나잠수 - 작곡 및 편곡 및 작사... 장기하 - 연주... 장기하와 얼굴들 (단, 2번에서 최민정, 정승원, 윤일석, 이한결이 합창) - 녹음... - 나잠수(쑥고개213 스튜디오) - 김대성, 이태섭(톤 스튜디오) 1번, 3번, 9번, 11번, 13번 드럼 및 7번, 11번 노래 - 조윤나, 전이화(토마토 스튜디오) 2번 합창 - 믹싱... 곰사장 - 마스터링... 곰사장 - 디자인 총괄... 곰사장 - 글씨 제작... 곰사장 - 디자인 감수... 곰사장 - 사진, 도안... 곰사장 - 스타일... 실비아 - 사진, 도안... 강영진 | 감사 드립니다 - 강규헌, 강지원, 김광구, 김남윤, 김영훈, 김인수, 김호성, 김화미, 깜악귀, 슬프니, 목말라, 박봉구, 박윤식, 서정현, 설정빈, 성준엽, 수공업소형음반 생산팀, 정승원, 신현석, 시로로, 연리목, 유소라, 윤덕원, 윤일석, 이규동, 이기타, 이도희, 이한결, 이상명, 이상혁, 이종민, 이지현, 이한샘, 이희영, 임철주, 잭, 정옥광, 최민정, 한경록, 휘루 |